# پرتودهی خوراک
پرتودهی خوراک (انگلیسی: Food irradiation) روشی است که در آن با استفاده از پرتوهای یون‌ساز همچون پرتو الکترون یا اشعه ایکس یا اشعه گاما انواع مواد خوراکی را به منظور سترون (استریل) کردن، افزایش زمان نگهداری، جلوگیری کردن از جوانه زدن و افزایش برخی خواص ویژه آنها، پرتودهی می‌کنند. مناسب‌ترین اشعه برای نگهداری موادغذایی اشعه گاما است؛ چرا که قدرت نفوذ بسیار خوبی داشته و نسبت به دیگر گزینه‌ها ارزان‌تر است. این اشعه از طریق ایجاد صدمه در کروموزوم سلول و شکستگی رشته دی‌ان‌ای از طریق رادیکال هیدروکسیل باعث جدا کردن هیدروژن از دئوکسی ریبوز و سپس حذف فسفات به صورت بتا شده و در نهایت مولکول را می‌شکند. همچنین می‌تواند سبب هیدروکسیله شدن بازهای پورینی و پریمیدینی شود.

## برخی از برنامه‌های پرتودهی
تابش‌کشی (Radicidation): به‌طور معمول برای تخریب میکروارگانیسم‌های بیماری‌زا غیراسپورزا و غیرفعال‌سازی انگل‌ها استفاده می‌شود. نوعی از پاستوریزاسیون است و سطح پرتودهی برابر با ۰٫۱ تا ۸ کیلو گری می‌باشد. برای کنترل طیور بسیار مناسب است. این روش توانایی نابود کردن ویروس‌ها را ندارد.
رادوریزاسیون (Radurization): روشی معادل پاستوریزاسیون است و با کاهش قابل قبول تعداد میکروارگانیسم‌های عامل فساد کیفیت ماده غذایی را حفظ می‌کند. برای افزایش مدت زمان نگهداری فرآورده دریایی، سبزی و میوه کاربرد دارد. سطح پرتودهی آن ۰٫۴ تا ۱۰ کیلو گری است و با استفاده از ۱ تا ۴ کیلو گری عمر میگو و خرچنگ را ۲ تا ۶ برابر و دز ۱ تا ۳ کیلو گری عمر میوه‌ها را حداقل تا ۱۴ روز می‌توان افزایش داد. زمان ماندگاری میوه‌های رادوریزه نسبت به فرآورده‌های دریایی و گوشت رادوریزه شده کمتر است که دلیل آن مقاومت بیشتر کپک‌ها در برابر تشعشع نسبت به باکتری‌های گرم منفی می‌باشد.
راداپرتیزاسیون (Radapertization): معادل استریلیزاسیون است. برای این منظور حدود ۳۰ تا ۴۳ کیلو گری استفاده می‌شود و معمولاً در استریل‌سازی تجاری موادغذایی کم اسید کاربرد دارد. جهت اعمال 12D باید حد دز ۴۱ تا ۴۳ کیلو گری اعمال شود.
حد بی‌خطر پرتو برای سلامت انسان به‌طور معمول توسط WHO به مقدار ۷ کیلوگری مطرح شده‌است. اما در مواردی حد بیشتر از آن برای حفظ مواد غذایی مرطوب در دمای محیط و زمان ماندگاری بسیار طولانی کاربرد دارد. به عنوان مثال ناسا در برای فضانوردان شاتل با موافقت FDA مقدار پرتودهی برای گوشت را به ۴۰ کیلوگری رساند تا استفاده از این ماده غذایی در شرایط فضا و مدت طولانی ممکن باشد.